# HLR 91
De HLR 91 is een reeks van diesellocomotieven van de NMBS voor de rangeerdienst.

## Geschiedenis
Voor het uitvoeren van lichte rangeer werd in 1960 bij Cockerill een locomotief van de plank gekocht. De eerste tien locomotieven werden als type 230.0 in dienst gesteld. Door dit succes werden de vervolgseries door BN en ABR gebouwd als type 230.1.

## Ombouw
In 1970 werden de locomotieven van het type 230.1 vernummerd in de reeks 9111-9160. Bij de ombouw werd onder meer een andere GM-motor ingebouwd. Ook werd begonnen met de voorbereiding tot de mogelijke inbouw van automatische UIC-koppelingen. Drie locomotieven werden voorzien van radiografische afstandsbediening.

## Bewaard
Op 4 mei 2015 is 9123 nog in dienst in de NMBS-werkplaats van Merelbeke voor het rangeren van spoorvoertuigen op het domein van de werkplaats.
De volgende locomotieven bleven bewaard:
- 9131: Stoomcentrum Maldegem
- 9105: Stoomspoorlijn Dendermonde-Puurs

## Roepnaam
De locomotieven kregen in de rangeerdienst een officieuze 'roepnaam', om identificatie langs de radio (walkie-talkies) gemakkelijker en eenduidig te maken:
- 9111 = Météore
- 9123 = Haldis , naar de bekende 'fixer' in de VRT-reeks 'De Biker Boys'